# روجر كوتش
روجر كوتش (مواليد 27 أكتوبر 1928) هو ملاكم سويسري، مثّل بلاده في الألعاب الأولمبية الصيفية 1952.

## روابط خارجية
روجر كوتش على موقع أوليمبيديا (الإنجليزية)